# 3398 Stättmayer
3398 Stättmayer là một tiểu hành tinh vành đai chính với chu kỳ quỹ đạo là 1263.3654856 ngày (3.46 năm).
Nó được phát hiện ngày 10 tháng 8 năm 1978.